# Khabat

Die  revolutionäre Khabat-Organisation im Nordwesten des Iran ist eine  kurdisch-nationalistisch und islamistisch geprägte Bewegung. Khabat entstand 1979, als eine Koalition verschiedener Eşiret (Stämme) gegründet wurde. Unter den Gründern waren Djelal Husseini, Khali Sherifian, Abdulla Aram und Abdulkarim Husseini.

## Geschichte
Nach dem Sturz Mohammad Reza Pahlavis erhofften sich die Kurden ein friedliches Zusammenleben mit der mehrheitlich schiitischen Bevölkerung des Irans. Damals begannen kurdische Organisationen Verhandlungen mit Ajatollah Chomeini, um eine friedliche Lösung in den kurdischen Gebieten zu erreichen. Es kam zu bewaffneten Zusammenstößen zwischen der Armee und der kurdischen Bevölkerung des Irans. In dieser Zeit entstand die Bewegung Khabat, die zuerst islamistisch orientiert war und später auch nationalistische Ziele verfolgte. Die Bewegung hat sich zum Ziel gesetzt, die Rechte der Kurden im Iran zu bewahren und den sunnitischen Glauben zu erhalten.

## Name
Khabat ist kurdisch und bedeutet übersetzt so viel wie Mittels des Kampfes oder einfach Kampf. 